# Чулпан (Чистопольский район)
Чулпан (тат. Чулпан) — деревня в Чистопольском районе Татарстана. Входит в состав Татарско-Баганинского сельского поселения.

## География
Находится в центральной части Татарстана на расстоянии приблизительно 22 км по прямой на юг от районного центра города Чистополь.

## История
Основана в 1928 году.

## Население
Постоянных жителей было: в 1938 — 340, в 1949 — 272, в 1958 — 324, в 1970 — 420, в 1979 — 177, в 1989 — 158, в 2002 — 149 (татары 100 %), 126 — в 2010.